# Jean-Baptiste Esménard
Pour les articles homonymes, voir Esménard.
Jean-Baptiste Esménard, né à Pélissanne le 4 octobre 1771 et mort à Jarville-la-Malgrange le 8 avril 1842, est un journaliste français. 

## Biographie
Officier sous l'Empire, il fut emprisonné à la Force de 1810 à 1814 pour un complot légitimiste. Il collabora à la Gazette de France, à La Quotidienne, au Journal des Débats et au Mercure. Il a traduit en grande partie les Mémoires de Manuel Godoy, le Prince de la Paix.
Il est le frère du poète Joseph-Alphonse Esménard et l'oncle des peintres Inès Esménard et Nathalie Elma d'Esménard (en).